# Fulbrightprogrammet
Fulbrightprogrammet (även känt som Fulbright-Hays program) är ett stipendieprogram som (Fulbright Fellowships och Fulbright Scholarships) grundades av senator J. William Fulbright och finansieras och administreras av USA:s utrikesdepartement, regeringarna i andra länder och privata intressen. Programmet inrättades för att öka den ömsesidiga förståelsen mellan människor i USA och andra länder genom utbyte av människor, idéer och kunskap. Det anses vara en av de mest prestigefyllda stipendieprogrammen.

## Framstående alumner
Flera Fulbrightalumner har uppnått nyckelpositioner inom länders styre, den akademiska världen och inom industrin. 
- 10 har valts till USA:s kongress[1]
- 18 har tjänstgjort som stats- eller regeringschef[1]
- 1 har tjänstgjort som generalsekreterare för Förenta nationerna[1]
- 43 har mottagit Nobelpriset[2]
- 78 har mottagit Pulitzerpriset[3]

Nedan en lista av utvalda framstående mottagare av Fulbrightstipendier:
| - Ralph Abraham, amerikansk matematiker - Cephas Yao Agbemenu, afrikansk konstprofessor - Włodzimierz Cimoszewicz, tidigare premiärminister i Polen - Aaron Copland, amerikansk kompositör - Daniel Dennett, amerikansk filosof, skribent oct beteendevetare - Lee Evans, olympisk guldmedaljör - Renée Fleming, sopran - Jonathan Franzen, författare - Riccardo Giacconi, läkare och Nobelpristagare 2002 - Gabrielle Giffords, kongressledamot i USA - Kolinda Grabar-Kitarović, president i Kroatien - Joseph Heller, författare - Saeed Jaffrey, skådespelare - Daniel Libeskind, polskfödd amerikansk arkitekt - John Lithgow, skådespelare - Dolph Lundgren, skådespelare - Mary Ellen Mark, fotograf - John Atta Mills, president i Ghana - Loretta Napoleoni, ekonom, författare, journalist och politisk analytiker - Robert Nozick, amerikansk politisk filosof - Thomas R. Pickering, amerikansk diplomat - Sebastián Piñera, president i Chile - Sylvia Plath, poet - John Rawls, filosof - Jane Smiley, amerikansk författare - Javier Solana, tidigare generalsekreterare i NATO Europeiska unionens höga representant för utrikes frågor och säkerhetspolitik - Joseph Stiglitz, Nobelpris vinnande ekonom - Terence Tao, matematiker, mottagare av Fieldsmedaljen - Julie Taymor, designer och regissör - Jonathan Shapiro ("Zapiro"), sydfrikansk karikatyrtecknare - Muhammad Yunus, ekonom från Bangladesh och grundare av Grameen Bank, Nobelpristagare - Krister Thelin, svensk jurist - Robert Hannah, riksdagsledamot (L). |